# John McCargo
John McCargo (Drakes Branch, 19 agosto 1983) è un ex giocatore di football americano statunitense che ha militato nel ruolo di defensive tackle nella National Football League (NFL).

## Carriera

### Buffalo Bills
Malgrado forse pronosticato da diversi analisti come una scelta del secondo o del terzo giro, McCargo fu scelto nel corso del primo giro (26º assoluto) del Draft NFL 2006 dai Buffalo Bills. Dopo avere passato la maggior parte della sua prima stagione in lista infortunati, nella seconda fu il secondo defensive tackle nelle gerarchie della squadra dietro a Larry Tripplett, disputando tutte le 16 partite.
Il 14 ottobre 2008, McCargo fu scambiato con gli Indianapolis Colts essendo stato superato da Kyle Williams. Tuttavia, dopo avere fallito le visite mediche, fece ritorno ai Bills.

### Tampa Bay Buccaneers
McCargo firmò con i Tampa Bay Buccaneers il 20 agosto 2011 ma fu svincolato il 2 settembre.
L'8 novembre 2011 McCargo rifirmò con i Buccaneers dopo l'infortunio che pose fine alla stagione di Gerald McCoy. Fu però svincolato il giorno successivo dopo la firma di Albert Haynesworth. 
Una settimana dopo firmò nuovamente con i Bucs dopo l'infortunio  di George Johnson. Il 2 maggio 2012 fu svincolato definitivamente.

### Chicago Bears
McCargo firmò con i Chicago Bears il 10 maggio 2012. Il 26 agosto 2012 fu svincolato.